# Куин Елизабет (хребет)
Хребета Куин Елизабет (Кралица Елизабет) (на английски: Queen Elizabeth Range) е мощен планински хребет в Източна Антарктида, Земя Виктория, част от Трансантарктическите планини. Простира се от север на юг на протежение от 160 km, между ледника Нимрод на север, неговите „притоци“ ледниците Марш на запад и Лоури на изток и ледника Лоу на юг. Максимална височина връх Маркам 4350 m (82°51′ ю. ш. 161°21′ и. д. / 82.85° ю. ш. 161.35° и. д.), разположен в централната му част.
Хребетът е открит и топографски заснет през 1956 – 58 г. от новозеландската трансантарктическа експедиция, възглавявана от Едмънд Хилари е и наименуван в чест на британската кралица Елизабет II.
- Топографска карта на хребета Куин Елизабет